# ウィルビー・インターナショナル
株式会社ウィルビー・インターナショナル（英: Will-B International Inc.）は、日本の通訳・翻訳サービス会社、芸能事務所。所在地は東京都渋谷区恵比寿。

## 概要
旅行会社やテレビ局で来日アーティストの補佐や手配に従事してきた平形澄子が、通訳業務や翻訳業務を専門的に担う会社として1983年に設立した。当初は英語のみの対応だったが、のちに50言語以上を取り扱うようになった。
外国語を要する仕事に対応するバイリンガル人材の派遣業務も行っているほか、俳優のマネジメントを担う芸能プロダクションとしても事業を展開している。

## 所属タレント

### 男性
- 三浦宏規
- 神里優希
- 皆木一舞
- 山野光